# Moselle Specialty Cars
Moselle Specialty Cars Inc. war ein US-amerikanischer Hersteller von Automobilen.

## Unternehmensgeschichte
Das Unternehmen Moselle Specialty Cars wurde am 23. September 1980 in Canoga Park in Kalifornien gegründet. Ebenso sind die benachbarten Orte Woodland Hills und Tarzana als Standort überliefert. 1980 oder 1981 begann die Produktion von Automobilen. Vom 1. November 1980 und vom 1. Januar 1981 existieren Preislisten. Der Markenname lautete Moselle. Nach 1981 ist keine Produktion mehr bekannt. 1983 kam es zu einem Gerichtsverfahren, weil Miete nicht gezahlt wurde. Nach dem 31. Oktober 1983 ist nichts mehr bekannt.
An der gleichen Adresse gab es auch Moselle Coach Works Inc. Dieses Unternehmen wurde am 14. April 1980 gegründet. Nach dem 1. Juni 1984 verliert sich die Spur. Jules B. Kaplan war Präsident beider Gesellschaften.

## Fahrzeuge
Das einzige Modell des Unternehmens war ein Fahrzeug im Stil der 1930er Jahre. Es war vom Mercedes-Benz SSK inspiriert. Zur Wahl standen offene Ausführungen als Roadster und als Viersitzer sowie eine Limousine. Verschiedene Motoren vom Vierzylindermotor von Ford bis zum V8-Motor trieben die Fahrzeuge an. Die Fahrgastzelle war vom Ford Courier übernommen, einem von Mazda konstruierten Pick-up.
Ein amerikanischer Händler für Liebhaberfahrzeuge bot so ein Fahrzeug an.